# Terra sottratta al mare

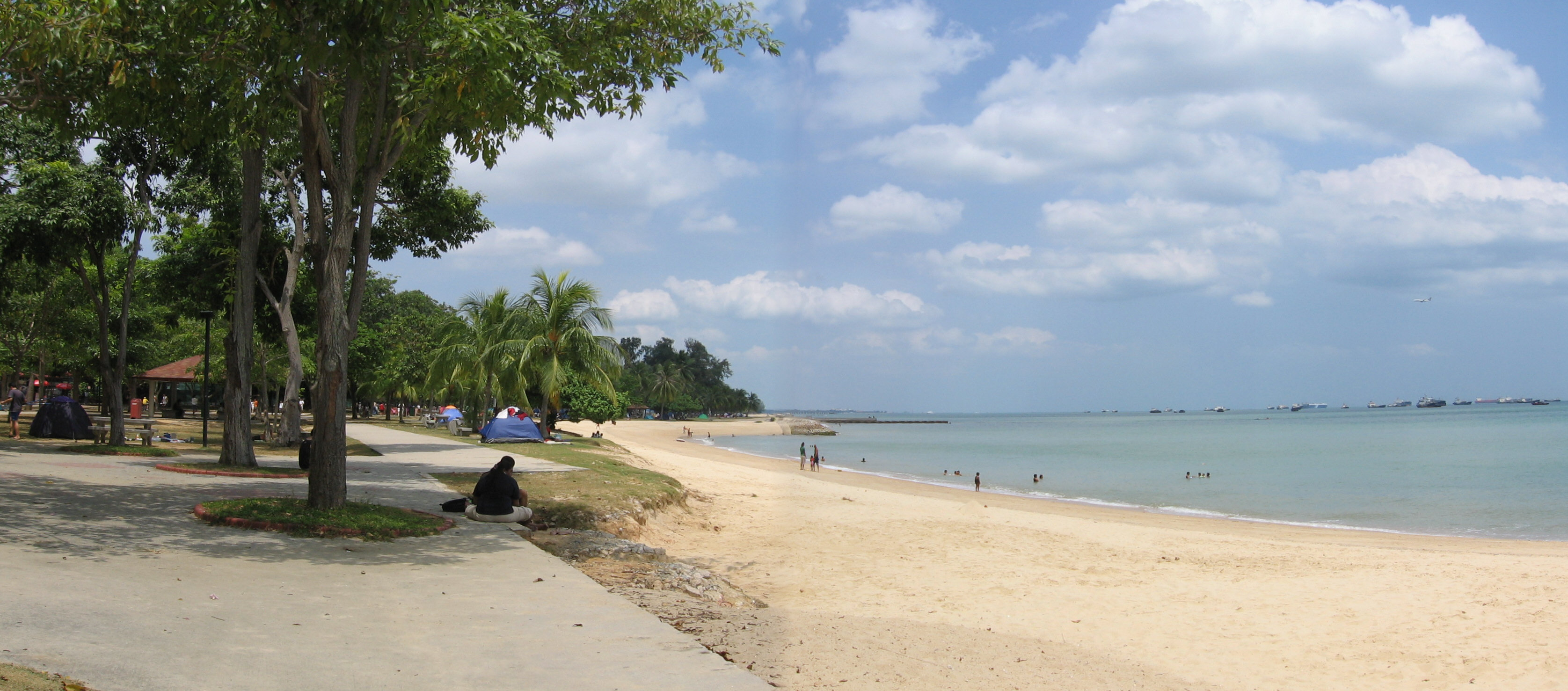
La totalità dell'East Coast Park (Parco della Costa Orientale) in Singapore sorge su terra sottratta all'acqua.

Con il termine di terra sottratta al mare, terra sottratta all'acqua o di recupero di terra si fa riferimento al processo tramite il quale viene collocata della terra o della sabbia là dove prima c'era il mare o comunque uno specchio o corso d'acqua.

## Creazione di nuove terre

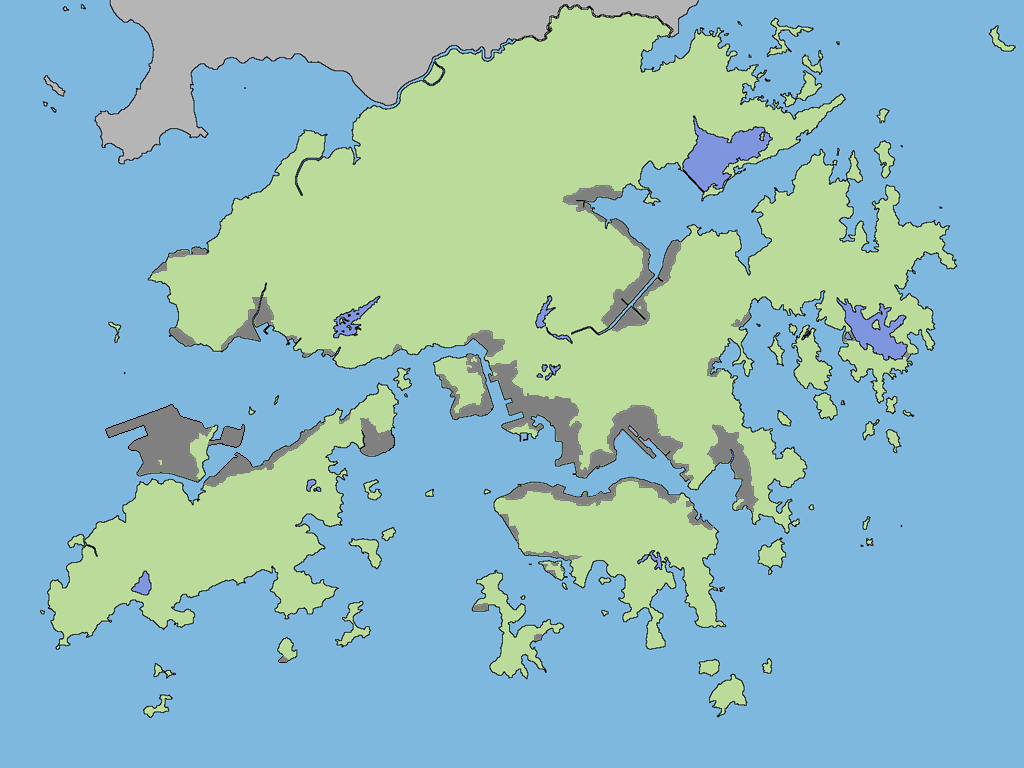
Mappa di Hong Kong che mostra in grigio la terra sottratta al mare.

Tra gli esempi più notevoli nel mondo occidentale di terra sottratta all'acqua troviamo New Orleans (parzialmente costruita su terra un tempo paludosa); gran parte del litorale di San Francisco sottratto alla baia di San Francisco; Città del Messico (che sorge dove prima si trovava il lago di Texcoco); Helsinki (il cui centro sorge su terra sottratta all'acqua); il litorale di Città del Capo; la zona costiera di Chicago; la costa della baia di Manila; Back Bay a Boston nel Massachusetts; Battery Park a Manhattan; il porto di Zeebrugge in Belgio; la zona residenziale nel sud-ovest di Brėst in Bielorussia; i polder dei Paesi Bassi; le isole di Toronto in Canada.
Nell'Estremo Oriente, il Giappone, le città della Cina meridionale, Hong Kong, Shenzhen e Macao, la capitale delle Filippine, Manila e la città-stato di Singapore sono anch'essi famosi per gli sforzi fatti nel recupero di terra dall'acqua. Uno tra i primi e più famosi progetti in tal senso fu il piano di recupero di Praya del 1890, che aggiunse circa 240000 m² di terra durante la sua seconda fase costruttiva: si tratta di uno dei progetti più ambiziosi realizzati durante il periodo coloniale di Hong Kong.
Circa il 20% di terra nell'area della baia di Tokyo è stata sottratta al mare. Il Principato di Monaco e Gibilterra sono anch'essi in espansione grazie alla terra sottratta al mare. La città di Rio de Janeiro sorge in buona parte su terra sottratta al mare.

## Drenaggio delle paludi

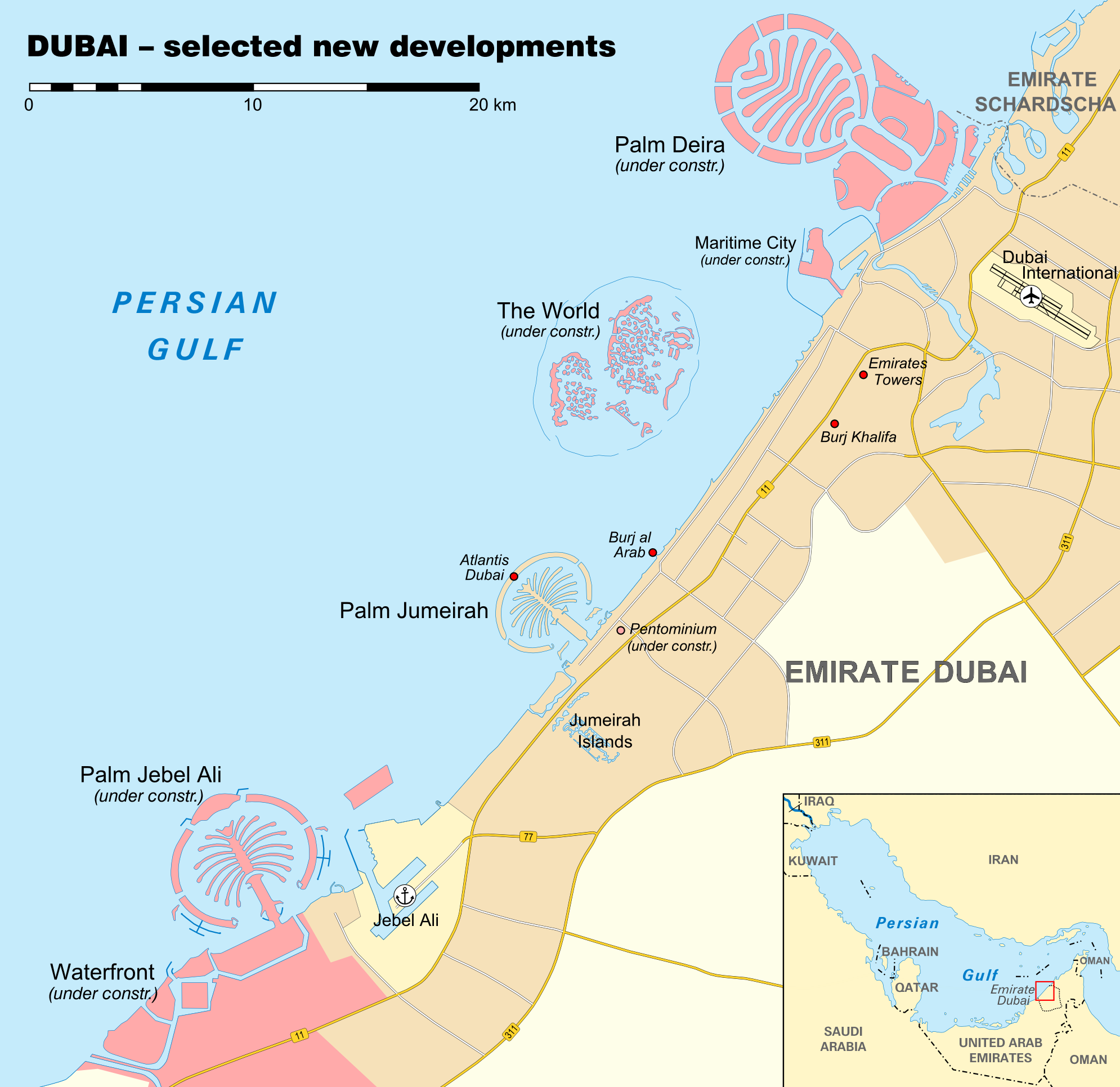
Negli ultimi anni Dubai ha sviluppato diversi progetti per sottrarre terra al mare, i quali prevedono la costruzione di isole artificiali, indicate in rosa sulla mappa.

Un'altra tecnica di terra sottratta all'acqua riguarda il drenaggio di paludi o di zone stagionalmente sommerse dall'acqua per convertirle in terre agricole. Anche se in realtà non ne vengono create di nuove, ciò nonostante vengono recuperate delle terre per uso commerciale laddove prima esse erano limitate all'habitat silvestre. Questa tecnica, inoltre, si rivela un mezzo importante di controllo delle zanzare.

## Isole artificiali
Anche la creazione di isole artificiali rientra nell'ambito della terra sottratta al mare. Si tratta di un compito costoso e rischioso, preso in considerazioni soprattutto in luoghi densamente abitati e dove le zone pianeggianti sono scarse. L'Aeroporto Internazionale del Kansai a Osaka e l'Aeroporto Internazionale di Hong Kong sono classici esempi in cui si è reso necessario adottare il recupero di terra dall'acqua. Le Palm Islands, The World e l'albergo Burj al-Arab, antistanti Dubai, negli Emirati Arabi Uniti, sono altri esempi di isole artificiali.

## Restaurazione delle spiagge
La restaurazione delle spiagge è il processo di ripristino delle spiagge con materiali tipo sabbia o fango dell'entroterra: può essere utilizzata per ricostruire le spiagge che soffrono la mancanza di sabbia o l'erosione della costa. 
Questa tecnica ferma lo slittamento alla deriva del materiale originario della spiaggia, conferendole un aspetto naturale. Sebbene non si tratti di una soluzione duratura, è economica se paragonata ad altre forme di difesa della costa.

## Terre sottratte all'acqua

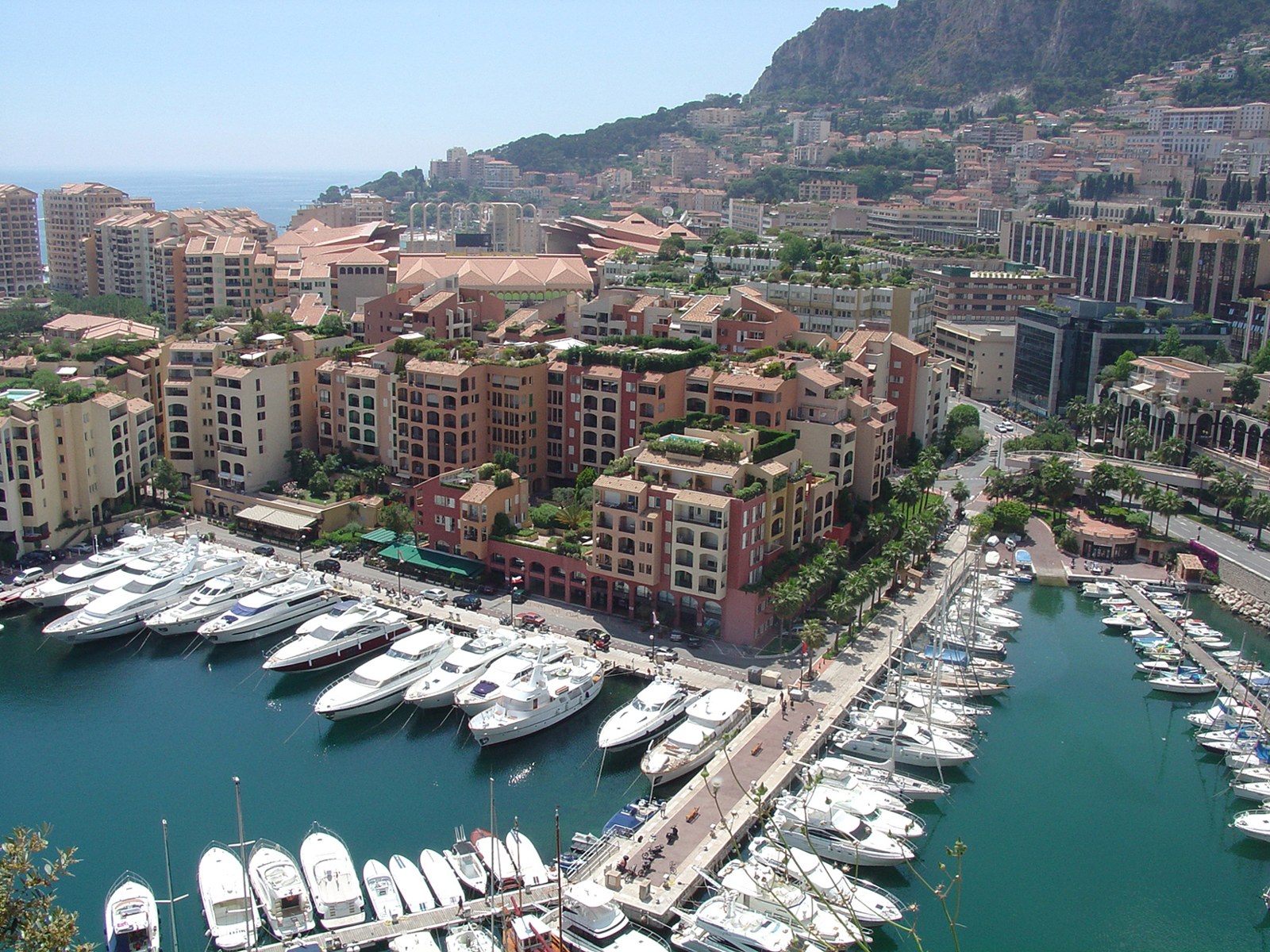
Fontvieille è un quartiere del Principato di Monaco totalmente costruito su terra sottratta al mare.

- Paesi Bassi - circa 1/5 della terra, ossia 7.000 km²;
- Corea del Sud - al 2006, il 38% ossia 1.550 km² di zone umide costiere sono state recuperate. Da evidenziare la diga di Saemangeum, che separa il tratto di Mar Giallo compreso fra due penisole e l'estuario Saemangeum, creando 400 km² agricoli; con i suoi 33,9 km è la più lunga diga marina del mondo;
- Singapore - al 2003, il 20% delle dimensioni originali ossia 135 km², con altri 99 km² a progetto;
- Hong Kong - il piano di recupero di Praya iniziato alla fine del 1860 fu diviso in due fasi per un totale di 50-60 acri. Ad amplificare il valore di questi numeri contribuisce l'importanza dei siti realizzati: Hong Kong Disneyland, l'Aeroporto Internazionale di Hong Kong e il suo predecessore, l'aeroporto di Kai Tak, tutti costruiti su terra sottratta all'acqua. Gran parte della terra sottratta all'acqua è situata ai lati del Porto Victoria. Inoltre, man mano che la città si è espansa, nuove cittadine sono state costruite su terra sottratta al mare, tra cui Tuen Mun, Tai Po, Shatin, West Kowloon, Kwun Tong e Tseung Kwan O;
- Macao - il 170% delle dimensioni originali ossia 17 km²;
- Baia di Tokyo, Giappone - 249 km²;
- Kōbe, Giappone - 23 km² (1995);
- Bahrein - 76,3% della dimensione originale ossia 410 km² (1931-2007);
- Nuova Zelanda - aree significative di terra dell'ordine di varie centinaia di ettari sono state sottratte all'acqua al largo della zona portuale di Auckland, Wellington e Dunedin. In Dunedin - che agli inizi era chiamata "Mudedin" - circa 2.5 km², compresa gran parte del centro cittadino e dei sobborghi del nord di Dunedin, del sud di Dunedin e della Baia di Anderson sono stati recuperati dal porto di Otago e un'area simile nei sobborghi di Saint Clair e Saint Kilda sono delle paludi bonificate;
- Principato di Monaco: il quartiere di Fontvieille di 32,41 ettari (0,3241 km²) è terra sottratta al mare per la costruzione di alloggi dietro la spinta del poco territorio disponibile; un altro progetto, Le Portier permetterà di sottrarre al mare altri 27.5 ettari;
- Italia: a Napoli, l'odierno Rione Orsini, parte del Borgo Santa Lucia a sua volta facente parte del quartiere di San Ferdinando, sorge su terra che fu sottratta al mare nel 1885, nell'ambito del cosiddetto Risanamento. La quasi totalità dell'odierna Ostia Lido e buona parte dell'attuale parte costiera di Fiumicino sono inoltre terre sottratta al mare bonificate negli anni successivi alla presa di Roma, in quanto la controparte antica di Ostia e l'antico porto affacciavano direttamente sul mare, e nei secoli successivi il mare si è ritratto lasciando paludi e saline (a testimonianza di oggi vi è Tor Boacciana che oggi sorge a 4km dall'attuale fascia costiera, mentre un tempo fungeva da faro sul mare).